# Sunarpani
Sunarpani (nep. सुनारपानी) – gaun wikas samiti w środkowej części Nepalu w strefie Dźanakpur w dystrykcie Ramechhap. Według nepalskiego spisu powszechnego z 2001 roku liczył on 471 gospodarstw domowych i 2440 mieszkańców (1335 kobiet i 1105 mężczyzn).